# Riccardo d'Acerra
Riccardo d'Aquino, noto come Riccardo d'Acerra (Acerra, ... – Capua, 28 dicembre 1196), è stato un politico italiano fu un esponente della famiglia nobile dei d'Aquino, cognato del re normanno Tancredi di Sicilia e conte di Acerra dal 1167.

## Origini e famiglia

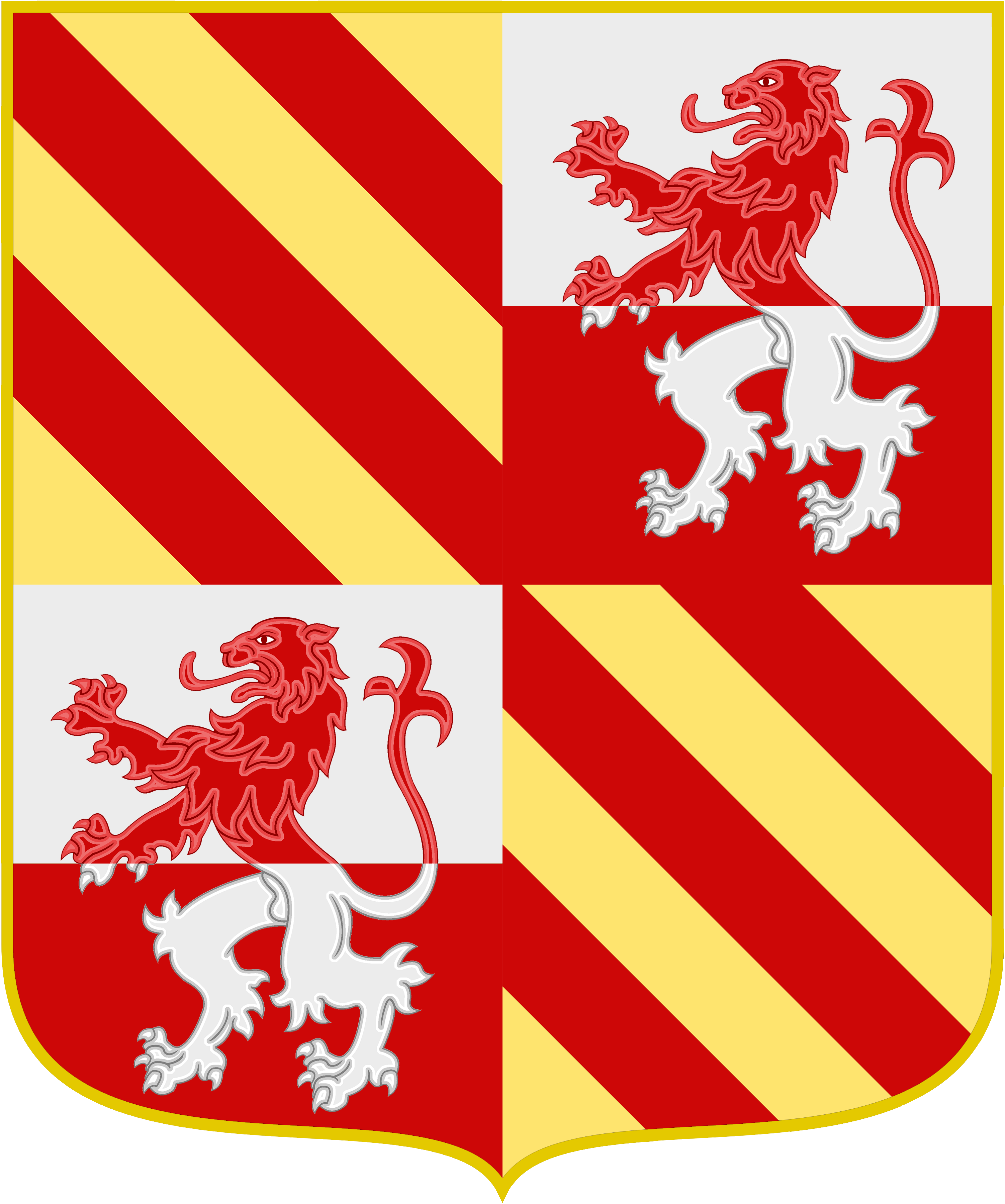
Stemma della famiglia d'Aquino

Riccardo d'Aquino fu figlio di Rainaldo d’Aquino, signore di Roccasecca, e Cecilia di Medania.
La famiglia del padre è quella già citata dei d'Aquino, famiglia di origine longobarda, discendente dai gastaldi di Aquino (funzionari o feudatari che esercitavano il potere sul territorio del Gastaldato, all'interno dello Stato longobardo) che possedettero tra il secolo IX e XIII, i territori di Aquino, Pontecorvo e la Val Comino, località attualmente facenti parte della provincia di Frosinone.
Il nonno paterno di Riccardo fu Landone IV, ultimo conte di Aquino; ultimo perché nel settembre del 1137, nello scenario delle lotte dovute allo scisma d’Occidente del 1130, l'imperatore Lotario II del Sacro Romano Impero privò la famiglia del titolo comitale a favore dell'abbazia di Montecassino, ridimensionando il potere della famiglia nella regione.
Più tardi, però, nella nuova organizzazione feudale e amministrativa del neonato Regno di Sicilia, i d'Aquino ottennero dei feudi, portando la famiglia nel giro di qualche decennio a riconquistare il titolo comitale e una posizione di assoluto prestigio alla corte degli Altavilla.
Grazie ad un'accorta politica matrimoniale, gli Aquino si imparentarono con i nobili normanni dei Medania; uno di questi matrimoni fu proprio quello tra i futuri genitori di Riccardo: Rainaldo e Cecilia.
La madre di Riccardo, Cecilia di Medania, era la figlia di Roberto di Medania, nobile normanno giunto in Italia meridionale durante il regno di Ruggero II di Sicilia (1130 – 1154).
Roberto, che dal 1150 era già conte di Buonalbergo, divenne successivamente anche conte di Acerra.
Alla morte di Roberto, tali titoli saranno trasferiti al figlio, Ruggero di Medania, che però morì senza eredi nel 1167.
Gli successe a Ruggero nel possesso della contea di Acerra proprio il suo stesso nipote, Riccardo d'Aquino, figlio di sua sorella Cecilia.
Dopo il matrimonio tra Rainaldo e Cecilia, ce ne fu un altro ancora più importante che aumentò la forza e il prestigio dei d'Aquino: si tratta di quello tra la sorella del neo-conte di Acerra, Sibilla, e il conte di Lecce, Tancredi d'Altavilla, che poi sarà re di Sicilia. 

## Biografia

### La spedizione a Costantinopoli
Le prime azioni militari che si riportano da parte di Riccardo di Acerra risalgono al 1185, sotto il regno di Guglielmo II di Sicilia, quando fu associato al comando di un esercito assieme al cognato, il conte Tancredi di Lecce.
La spedizione fu organizzata da Guglielmo in occasione delle lotte di potere per la successione al trono di Costantinopoli, infatti dopo la morte di Manuele I Comneno avvenuta nel 1180, l'erede designato Alessio II venne assassinato e il trono usurpato dal suo stesso zio Andronico.
Guglielmo colse così l'occasione per attaccare Costantinopoli.
La spedizione sbarcò a Durazzo nel giugno del 1185 e i normanni riuscirono a catturare la città senza colpo ferire, infatti la città, col timore di subire rappresaglie, si arrese il 24 giugno.
L'obiettivo successivo fu la città di Tessalonica, che fu posta sotto assedio il 6 agosto sia via mare dalla flotta capitanata dal conte Tancredi e sia via terra dall'armata di Riccardo.
La città fu presa e saccheggiata nella notte tra il 23 e il 24 agosto. 
Dopo questa serie di rapide vittorie i normanni dominavano i mari dell'Egeo e si preparavano a cingere d'assedio Costantinopoli stessa.
Fu proprio in questa situazione che Isacco II Angelo prese il posto dell'usurpatore incapace Andronico I Comneno, divenendo imperatore a furor di popolo per via della precaria situazione in cui l'impero versava.
Nonostante la precaria situazione, il nuovo Basileus non si perse d'animo e grazie ad un forte appoggio popolare e all'arrivo di rinforzi dall'Asia Minore, riorganizzò l'esercito bizantino che sconfisse ripetutamente le truppe di Riccardo, prima a Mosinopoli e Anfipoli ed infine a Siderocastro, decimando di fatto le forze di Riccardo; la flotta normanna di Tancredi, ancorata nel Mar di Marmara, a seguito di tali sconfitte si ritirò e nella primavera del 1186 la marina bizantina riprese Durazzo e Corfù.

### La successione al trono di Sicilia e lo scontro con Enrico VI di Svevia

#### La questione ereditaria
I fatti successivi che vedono Riccardo personalmente impegnato sono quelli inerenti al sostegno della legittimità dell'incoronazione di Tancredi, suo cognato, al trono di Palermo, alla fine dei quali Riccardo si dimostrerà uno dei più spietati e agguerriti uomini di fiducia di Tancredi.
Quando, infatti, Guglielmo il Buono morì il 16 novembre 1189, a soli 36 anni di cui 25 di regno, non essendovi figli o discendenti diretti, si pose il problema della successione. In punto di morte Guglielmo avrebbe indicato la zia Costanza d'Altavilla come erede, e a tal proposito fece riunire i suoi vassalli a Troia nel 1188, dove essi prestarono giuramento di tener fede a Costanza ed al marito di lei Enrico VI, come futuri eredi della Corona siciliana. Ma, morto il re, ben pochi tennero fede ai giuramenti di Troia. La situazione politica sia a corte che tra i vassalli e i cavalieri più influenti del regno era molto tesa e ben presto il Regno precipitò nel caos a causa della guerra tra i pretendenti al trono; infatti, in Sicilia e in Puglia divampò la guerra civile, nella quale largamente fu sparso sangue cittadino.
Due candidati restarono l'uno a fronte dell'altro per contendersi il trono di Sicilia: Tancredi, conte di Lecce, nipote del primo re di Sicilia Ruggero II, e Ruggero da Trani, conte di Andria.
Tancredi di Lecce, che, per quanto fosse un figlio del primogenito di Ruggero III di Puglia (un figlio illegittimo di re Ruggero II), era riuscito a ottenere una certa stima come comandante militare ed era l'ultimo discendente maschio della famiglia Altavilla.
Dall'altra parte Ruggero d’Andria, appunto, era il più autorevole conte dello Stato, nonché appartenente ad una nobile famiglia normanna consanguinea per via indiretta a quella degli Altavilla.
Nella situazione che si creò, un re tedesco non trovava favore nel popolo: nonostante Costanza fosse la figlia legittima di Ruggero II (quindi zia paterna anche di Tancredi), al tempo era molto forte l'opposizione dei cavalieri normanni alla dinastia imperiale sveva in Sicilia e il Papa Clemente III, (anche complice dell'influenza esercitata su di esso da una delle più spiccate figure della corte normanna, il vice-cancelliere Matteo da Salerno), non vedeva di buon occhio il formarsi di uno Stato unitario che circondasse completamente i confini dello Stato pontificio, e per di più che andasse ad un membro della casata degli Hohenstaufen, al tempo anche detentori del Sacro Romano Impero.
Per di più, essendo l'imperatore Federico Barbarossa impegnato nella crociata in Terra santa, Enrico VI e Costanza erano costretti a rimanere in Germania, allora in una situazione interna particolarmente delicata, e a distogliere la loro attenzione dalla Sicilia.
Fu in questo contesto che la fazione anti-sveva prevalse su quella filo-sveva e nel novembre 1189 i baroni e i prelati del Regno si riunirono a parlamento e proclamarono Tancredi nuovo Re di Sicilia. Ricevuto l'annuncio della designazione, Tancredi si recò a Palermo verso la fine del 1189 e nel gennaio del 1190 fu incoronato con grande solennità. Papa Clemente III, naturalmente, approvò e riconobbe l'elezione. La questione però, come è facile immaginarsi, non finì al momento della solenne incoronazione di Tancredi, ma Ruggiero si rifiutò di prestare fedeltà al nuovo re e capeggiò una rivolta baronale apertamente ostile al nuovo re Tancredi.

#### Ruggero d'Andria e la rivolta baronale
Ruggero di Andria si schierò così a fianco di Costanza d’Altavilla, legittima erede, ma fu accusato di aspirare al trono; infatti Riccardo di San Germano nella sua opera Chronica, contrariamente a quanto afferma Pietro d’Eboli (che però sappiamo essere esplicitamente filo-svevo), ci ricorda come Ruggiero cominciò con l'aspirare alla corona per conto suo data l'impopolarità d'una candidatura tedesca al trono, solleticato da una ragionevole ambizione che gli fece mettere da parte i giuramenti di Troia; dopo che vide trionfare Tancredi per la corsa alla corona, accese la sedizione e la guerra civile.
Fu così che Ruggero, radunò un consistente esercito e ostacolò Tancredi in ogni modo: fu lui che scrisse ad Enrico VI di Svevia, incitandolo a scendere in Puglia per sostenere con l'armi le ragioni ereditarie della sua sposa sul regno.
Enrico, però, non fu risoluto e l'indugio nocque non poco.
Riccardo di Acerra ebbe così il tempo per rendersi più forte e potente, infatti egli fortificò le città di Puglia e occupò militarmente la Liburia, in particolare città strategiche come Capua e Aversa, per impedire una invasione tedesca della Sicilia, più agevole per quella via.
Enrico VI si decise poi a spedire un esercito di milizie tedesche al comando del maresciallo imperiale Enrico Testa.
Enrico Testa, non potendo accedere alla Liburia già occupata da Riccardo, entrò nel regno dalla regione dell'Abruzzo e si unì a Ruggero di Andria, col quale cominciò la guerra sfidando Riccardo al conflitto aperto.
La prima operazione militare da parte dell'esercito congiunto fu quella di provocare Riccardo assaltando Corneto, terra dell'abate di Venosa, il quale parteggiava per re Tancredi.
Corneto fu saccheggiata e distrutta, allora fu così che Riccardo mosse col suo esercito, che si fortificò ad Ariano e nei vicini castelli, evitando, però, lo scontro campale.
Enrico Testa a capo dell'esercito imperiale e Ruggero con i baroni ribelli li assediarono: ma l'esercito tedesco, spazientito e assillato dalla penuria di viveri e rifornimenti e, forse, anche decimato dalle malattie diffusesi tra gli uomini, sciolse l'assedio ed uscì dal regno.
Fu questa la svolta della guerra civile: le milizie tedesche poco motivate non riuscirono a imprimere una svolta a loro favore in Sicilia, cosicché la corrente anti-sveva, guidata dal conte di Acerra, prese il sopravvento.
Ruggiero di Andria restò così solo nella lotta e anche senza alcun vigore, sostenendo, inoltre, una causa che stava diventando impopolare, cioè il conferimento della corona di Sicilia ad Enrico VI.
Ruggero di Andria non si perdé d'animo. Fortificò Sant'Agata e lasciatovi alla difesa suo figlio, che Riccardo di San Germano chiama Roberto di Calagio, si affrettò a chiudersi ad Ascoli Satriano.
Nel 1190 Riccardo d'Acerra cinse d'assedio il castello, ma Ruggiero era ben fortificato e la presa della città avrebbe potuto richiedere molto tempo.
Riccardo, così, scelse la linea diplomatica, facendo promesse e proposte di pace, incitando l'avversario alla resa.
Invitato a parlamentare, Ruggiero fiducioso nella lealtà cavalleresca del nemico, uscì dalla città, accogliendo l'invito del conte di Acerra.
Mentre usciva dalla città, però, Ruggero fu colto di sorpresa e fu preso prigioniero a tradimento da uomini fatti appostare appositamente da Riccardo. Ruggero fu così tratto in prigione e poi giustiziato sommariamente.
Roberto di Calagio, il figlio dell'ormai morto Ruggero d'Andria, difese Sant'Agata per ben tre anni, dopo di che dovette cedere nel 1193. Di lui non si seppe più nulla, anche se è facile ipotizzare la sua fine.
Ma i guai non erano finiti per Riccardo e per il regno di Sicilia.

#### La discesa di Enrico VI in Italia e l'assedio di Napoli

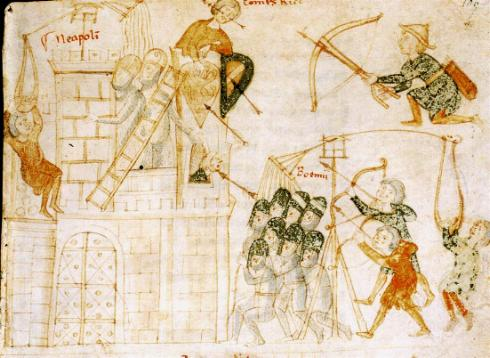
Riccardo durante l'assedio di Napoli

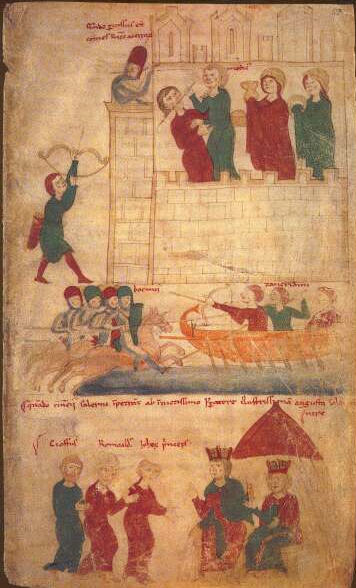
Riccardo ferito

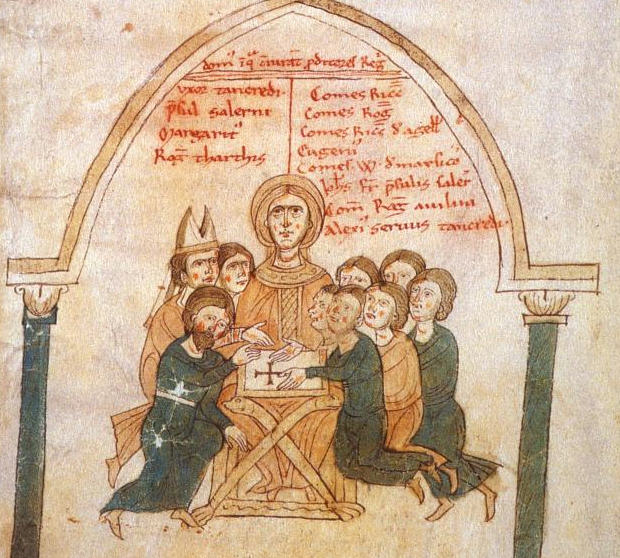
Riccardo tra i presunti complici della congiura di Sibilla

Nel 1191 alla morte di Federico Barbarossa, Enrico VI assunse il titolo di Imperatore del Sacro Romano Impero e, sempre nello stesso anno, scese in Italia.
L'inizio della spedizione imperiale fu un successo: Rocca d’Arce fu espugnata, saccheggiata e data alle fiamme; Sorella, Atino, Celle e San Germano si arresero senza opporre resistenza per paura di rappresaglie; lo stesso fecero Teano, Capua, Aversa ed altre città; l'abate di Montecassino Roffredo dell'Isola e i conti di Molise, di Fondi e di Caserta si sottomisero all'imperatore e si unirono a lui.
L'unica città importante nella regione che non si sottomise all'imperatore fu Napoli, dove trovò Riccardo, il conte di Acerra, ad attenderlo.
Napoli fu così posta sotto assedio da maggio ad agosto del 1191, ma l'imperatore vi trovò un fortissimo ostacolo.
Riccardo, infatti, si era ben fortificato e stava all'interno delle mura cittadine con un buon contingente di milizie.
Riccardo difese valorosamente la città e rese inutili tutti gli sforzi fatti degli imperiali per impadronirsene.
Quando Enrico VI assediò Napoli, Margarito accorse in difesa della città, assaltando le navi pisane che stavano bloccando il porto della città e le ricacciò in mare aperto, ponendo così fine all'embargo al porto.
Durante questo assedio, Salerno aprì le porte ad Enrico VI, il quale vi lasciò l'imperatrice e consorte Costanza d’Altavilla, poiché la sua inferma salute fosse curata dai famosi medici della città; poi riprese con vigore le operazioni contro Napoli.
La città assediata continuò a difendersi superbamente con la guida di Riccardo, mentre l'esercito imperiale, ostinandosi nell'assedio vi perse molti uomini, tra cui anche personaggi di spicco, come l'arcivescovo Filippo di Colonia e il duca Ottone di Boemia.
Lo stesso imperatore si ammalò e quando un'epidemia di peste si diffuse tra le file imperiali, Enrico fu costretto a togliere l'assedio alla città e a rifugiarsi a San Germano proprio quando giungeva in soccorso la flotta genovese.
La spedizione militare poteva dirsi del tutto fallita.
Enrico VI, lasciati presidi a Capua e in qualche altra città, partì da San Germano e portandosi dietro l'abate di Montecassino, fece ritorno in Germania dove una tremenda rivolta era scoppiata per opera della casa guelfa.
La partenza di Enrico causò la perdita delle conquista fatte: Aversa e Teano tornarono all'obbedienza del re siciliano; Capua, difesa dal balivo imperiale Corrado di Lützelhardt, fu assediata dal conte di Acerra, ed infine si arrese, causando lo sterminio delle milizie tedesche e la fuga di Corrado; Riccardo poi assediò Ruggero conte di Molise a Venafro, che venne catturata; infine passò alla volta di San Germano (oggi Cassino) per esercitare pressioni e costringere alla resa i monaci dell'abbazia, che non cedette all'avanzata del conte di Acerra.

#### La conquista sveva della Sicilia e la morte
Nel dicembre del 1193, all'età di 19 anni, morì Ruggero III di Sicilia, amatissimo primogenito del re siciliano Tancredi, che lo aveva da un anno associato al regno come suo futuro erede e gli aveva fatto prendere in sposa la giovane Irene Angelo, figlia dell'imperatore Isacco II Angelo di Costantinopoli.
Al suo posto Tancredi designò come futuro re di Sicilia l'altro figlio, il secondogenito Guglielmo III, di soli 9 anni, affidando la reggenza alla moglie Sibilla.
Lo stesso Tancredi, che non riuscì a sopportare a lungo il dolore cagionatogli dalla perdita del figlio primogenito, si ammalò e morì poco dopo, il 20 febbraio del 1194 a 55 anni.
Liberatosi dei Guelfi e favorito dalle luttuose circostanze, Enrico VI calò nuovamente in Italia quattro mesi dopo, nel giugno del 1194 con un poderoso esercito, sicuro questa volta di non incontrare nessuna resistenza nel regno normanno. All'imperatore mancava soltanto la capitale Palermo, su cui marciò e la catturò nel novembre del 1194. Nel frattempo la regina Sibilla era fuggita nel fortissimo castello di Caltabellotta, conducendo con sé il figlio e giovane re Guglielmo III, le tre figlie, la nuora Irene Angelo, l'arcivescovo di Salerno, l'ammiraglio Margarito e tutti i baroni rimasti fedeli alla casa normanna, tra cui anche Riccardo di Acerra.
Temendo che, mentre lui logorava le sue forze sotto le mura del castello di Caltabellotta, il regno così conquistato si ribellasse, Enrico VI ricorse al tradimento e fece sapere alla regina Sibilla che, se avesse deposte le armi e la corona, lui avrebbe restituito a Guglielmo la paterna contea di Lecce e gli avrebbe concesso il principato di Taranto. Sibilla si recò così con il figlio a Palermo, fece atto di sottomissione e depose la corona.
La notte di Natale del 1194 Enrico VI fu incoronato Re di Sicilia e poté annettere il regno al Sacro Romano Impero. Enrico offrì al detronizzato re la contea promessa ma dopo tre giorni, con la scusa di un complotto, lo fece arrestare insieme alla madre e ad altri nobili fedeli al casato Altavilla.
L'atto indegno del 28 dicembre 1194 di Enrico, comunque, in alcuni nobili risvegliò un senso di ribellione, ed era proprio quello che si aspettava l'imperatore per scoprire tutti coloro che gli erano contro, per eliminarli e metterli in prigione. Così dopo due anni, nel 1196 scoppiò un'insurrezione generale in Italia meridionale, quando l'imperatore era in Germania. Quando Enrico così tornò in Sicilia la sua risposta fu tremenda: ordinò delle sanguinose repressioni ed esecuzioni di massa. Fu in questo periodo che Riccardo di Aquino, conte di Acerra, cercò di organizzare un'ultima resistenza al predominio svevo, ma fallì. Diopoldo di Schweinspeunt, castellano di Rocca d'Arce, lo vinse e lo catturò mentre tentava di fuggire dal Regno. Il giorno di Natale del 1196 Enrico VI, di ritorno dalla Germania, tenne una solenne corte in Capua, nella quale, secondo una prassi antica, dette alcuni esempi di Schrecklichkeit (terribilità): Riccardo di Aquino, dopo essere stato trascinato a coda di cavallo per tutte le vie di Capua, fu appeso alla forca per i piedi. Soltanto dopo tre giorni, un buffone dell'imperatore, ne ebbe pietà e ne affrettò la fine.